# 直立半插花
直立半插花（学名：Hemigraphis cumingiana）是爵床科半柱花属的植物。分布在台湾岛、加里曼丹岛、菲律宾等地，生长于海拔50米至300米的地区，多生在林下，目前尚未由人工引种栽培。